# Manifestní a latentní funkce a dysfunkce
Koncepty manifestních a latentních funkcí byly poprvé představeny americkým sociologem Robertem Kingem Mertonem a popisují vnitřní sociální procesy společnosti. Manifestní funkce jsou uvědomované a zamýšlené. Naproti tomu latentní funkce jsou nezamýšlené a neuvědomované. Dysfunkce mohou rovněž být manifestní nebo latentní. Od funkcí se však liší v tom, že narušují stabilitu společnosti.

## Funkcionalismus
Sociologický funkcionalismus je obecný teoretický rámec, který se snaží odhalit vnitřní dynamiku společnosti. Tento směr navazuje na zakladatele nejvýznamnější francouzské sociologické školy Émila Durkheima. Podle něj totiž lidé jednají podle společenské logiky, kterou sami ani neznají. Tím pádem se výzkum nemůže soustředit na výpovědi jednotlivých sociálních aktérů, ale na vysvětlení, které jim je skryto. Právě k tomuto cíli slouží funkcionální analýza, která nahlíží na společnost jako na systém funkcí, které jsou pro samotné aktéry uvnitř systému nepozorovatelné.
Robert K. Merton přišel v roce 1949 ve svém nejvýznamnějším díle Social Theory and Social Structure s kodifikací funkcionální analýzy. Jeho snaha o analytické vymezení vědomých záměrů od objektivních důsledků ho dovedla k dělení sociálních funkcí na manifestní a latentní. Zatímco důsledky manifestních funkcí jsou všeobecně známé, jsou to právě latentní funkce, které mohou vysvětlit mnohé společenské procesy. Právě díky nim lze totiž porozumět různým iracionálním sociálním vzorcům. Podle Mertona by se sociologie tedy měla věnovat především latentním funkcím, které popisují neplánované akce sociálních aktérů.

## Funkce
Manifestní funkce jsou na první pohled zřejmé, jsou vědomé, zamýšlené a společensky prospěšné. Latentní funkce sice nejsou ani záměrné ani vědomé, ale jsou také prospěšné. Merton ukazoval latentní projevy na příkladu „tance deště“ u indiánů v Novém Mexiku. Indiáni chtějí pomocí rituálu přivolat déšť. To je manifestní funkce. Rituál ale má i svou latentní funkci, a to stmelovat kmen v obtížných dobách sucha. Latentní funkce se mohou projevovat i na institucionální rovině. Příkladem může být instituce školství. Ta má manifestní funkci vzdělávat a kultivovat jednotlivce, aby se následně mohl zapojit do společnosti. V rámci latentní funkce ale podporuje i sociální interakce a kolektivní zodpovědnost a často vede k trvalým přátelským vazbám mezi spolužáky.

## Dysfunkce
Mnohdy se však latentní funkce projevují negativně. Potom se hovoří o latentní dysfunkci. Ta je rovněž nevědomá a nezáměrná, ale společnosti v podstatě škodí. Mnohdy doprovází pozitivní manifestní funkce. Příkladem je prohibice v USA, kdy manifestní funkcí byla snaha odstranit ze společnosti škodlivý alkoholismus. Latentní dysfunkce se projevila nárůstem kriminálních aktivit spojených s distribucí alkoholu. Obdobně působily i křesťanské misie do Afriky, kdy misionáři manifestně zvěstovali víru Afričanům, ale latentně rozvrátili domorodé struktury.
Dysfunkce se však mohou projevovat i manifestně. Například pokud se dopředu ví, že by nějaká akce vyvolala negativní důsledky, jako třeba pouliční festivaly nebo demonstrace narušujícící v daném místě dopravu.
Robert K. Merton důsledně dbal na rozlišování subjektivních záměrů a objektivních důsledků. Důvody jednání totiž nemusí být identické s následnými důsledky. Navíc funkce nejsou absolutní. Jedno jednání může být pro někoho funkční pro jiné dysfunkční. Stejně jako funkce jedné části společnosti může být funkční, pro jinou část bude dysfunkční.